# 유선전화

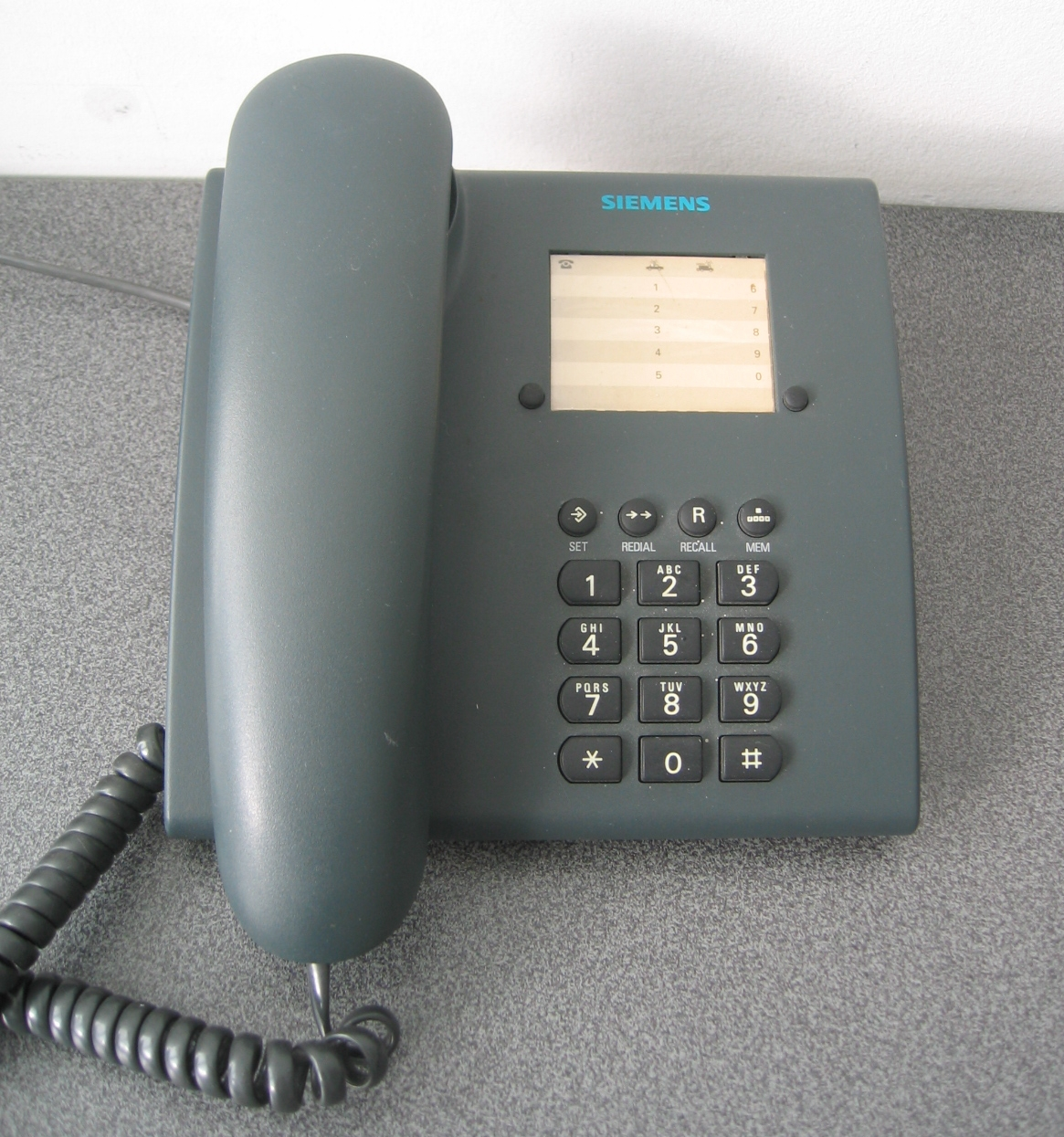
지멘스가 1997년부터 만든 유선전화

유선전화는 무선전파를 이용한 이동전화와 구별되는, 금속선이나 광섬유 전화선을 이용해 송출하는 전화다.

## 특성
유선전화는 유선 또는 무선일 수 있으며 일반적으로 가정, 학교, 은행, 공공건물 등 고정된 장소에서 무선 장치 또는 시스템을 작동하는 것을 말한다. 고정식 무선 장치는 배터리로 작동하는 경향이 있는 모바일 무선 또는 휴대용 무선과 달리 일반적으로 전력 공급원에서 전력을 공급받았다. 모바일 및 휴대용 시스템은 고정된 위치에서 사용할 수 있지만, 고정 시스템에 비해 효율성과 대역폭이 저하된다. 모바일 또는 휴대용 배터리 방식의 무선 시스템은 정전 또는 자연 재해 발생 시 고정 시스템의 긴급 백업으로 사용될 수 있다.

## 배치

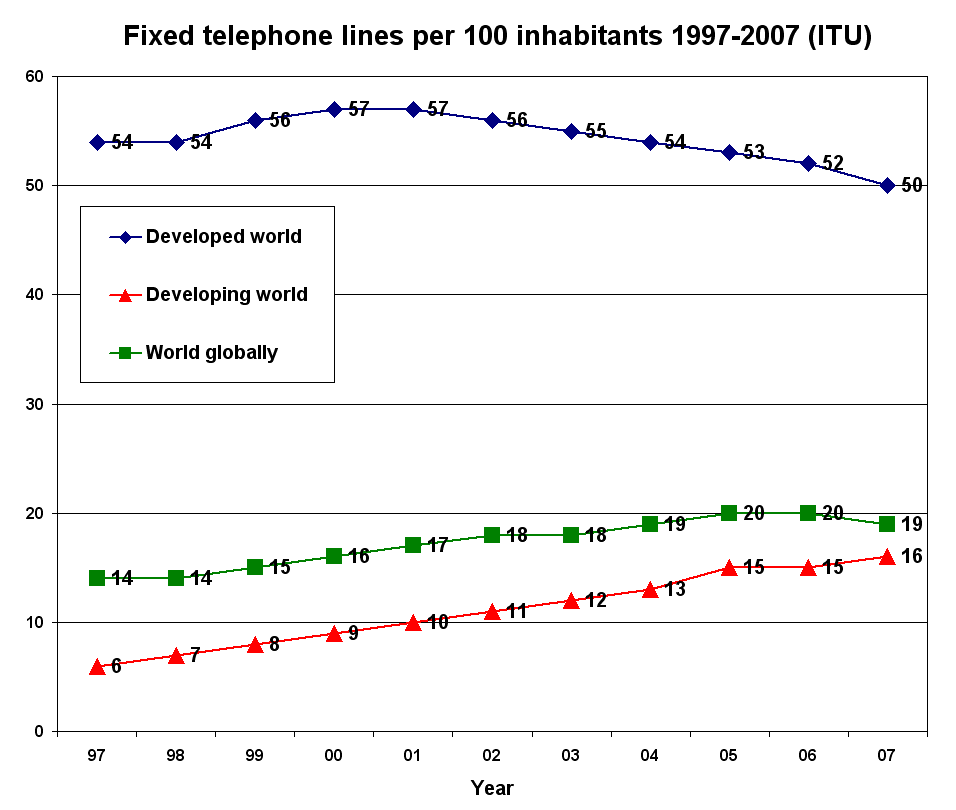
인구 100명당 글로벌 고정 전화선 (1997년~2007년)

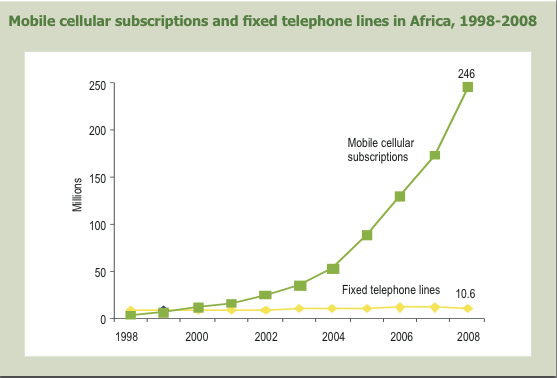
아프리카의 총 유선 전화 대비 휴대폰 수(1998년~2008년)

2003년 CIA 월드 팩트북은 전 세계적으로 약 12억 6,300만개의 주요 전화선을 보도했다. 중국은 3억 5,000만명으로 다른 어느 나라보다 많았고, 미국은 2억 6,800만명으로 2위를 차지했다. 영국은 2,370만대의 고정 가정용 전화를 보유하고 있었다.
2013년 통계에 따르면 전 세계 고정전화 가입자는 약 12억 6,000만 명이다. 디지털 기술의 업그레이드와 무선(셀룰러) 또는 인터넷 기반 대안으로의 전환에 따른 편의성 때문에 유선 가입자가 지속적으로 감소하고 있다.

## 휴계자
많은 나라에서 대부분의 사람들이 유선전화를 쉽게 이용할 수 없었다. 아프리카의 일부 국가에서는 휴대폰의 증가가 유선 전화의 증가를 능가하고 있다. 1998년과 2008년 사이에 아프리카는 240만 개의 유선만을 추가했다. 이 기간 동안 가입한 휴대전화 회선은 급증했다. 2000년과 2008년 사이에 휴대전화 사용은 100명 중 2명 이하에서 100명 중 33명으로 증가했다. 모든 사용자에게 유선동선을 설치하는 것은 어디서나 연결할 수 있는 이동 무선탑 설치보다 더 어렵다. 인도 아대륙, 도시, 그리고 농촌 지역에서도 유선 전화의 상당한 감소가 있었다.
21세기 초, 유선전화는 이동통신 기술의 발전과 오래된 구리선 네트워킹의 노후화로 인해 쇠퇴하였다. 결국 이러한 금속 네트워크는 완전히 구식이며, 보다 효율적인 광대역 및 광섬유 유선 연결로 대체될 것이며, 이는 통신량이 훨씬 더 희박했던 시골 지역과 지역까지 확대될 것이다. 어떤 사람들은 2025년이 되자마자 이런 일이 일어난다고 본다.
2004년에는 12세에서 17세 사이의 미국 인구 중 45%만이 휴대폰을 소유하고 있었다. 그 당시에는 대부분이 유선 전화에 의존해야 했다. 불과 4년 후, 그 비율은 약 71%로 증가했다. 같은 해인 2008년에는 성인의 77%가 휴대폰을 가지고 있었다. 2013년에는 미국 성인의 91%가 휴대폰을 소유하고 있었다. 휴대전화를 가진 사람의 60%가 스마트폰을 가지고 있었다. 미국 질병관리본부가 2017년 5월 4일 발표한 19,956가구를 대상으로 실시한 국민건강인터뷰 조사에서 미국 가구의 45.9%만이 유선전화를 보유하고 있는 반면 휴대전화만 있는 것으로 나타났다. 39% 이상이 둘 다 가지고 있었다.
캐나다에서는 가정의 5명 중 1명 이상이 휴대폰을 유일한 전화 서비스 공급원으로 사용하고 있다. 2013년 통계에 따르면, 21%의 가정이 휴대폰만을 사용하고 있다고 주장했다. 35세 미만의 가구원이 소유하고 있는 가구는 전용 휴대폰 사용 비율이 상당히 높다. 2013년에는 젊은 세대주의 60%가 휴대전화만 사용한다고 주장했다.
규제당국이 가입자를 무단으로 차단하는 제한 등 현직 유선사업자에게 적용하는 소비자 보호 중 상당수가 케이블 모뎀, 음성인식 IP 등 경쟁 통신서비스에는 적용되지 않는다.
포팅을 통해, VoIP 서비스는 기존의 고정 전화 네트워크에서 이전에 호스팅된 유선 번호를 호스팅할 수 있다. 스마트폰 등 여러 기기에서 인터넷 연결이 가능한 곳이면 어디서나 VoIP 서비스를 사용할 수 있어 전화를 받을 수 있는 장소에 대한 유연성이 뛰어나 원격, 모바일, 홈워킹 등이 용이하다. VoIP 포팅을 통해 유선 번호를 계속 사용할 수 있으며, 한 곳에 묶인 실제 유선 번호에서 해방된다. 이 기능은 발신자가 유선 번호를 선호하는 것으로 생각되거나 기존 유선 번호가 연결된 상태로 남아 있는 것이 바람직하다고 생각되는 경우에 유용하다.